# Western & Southern Open 2018

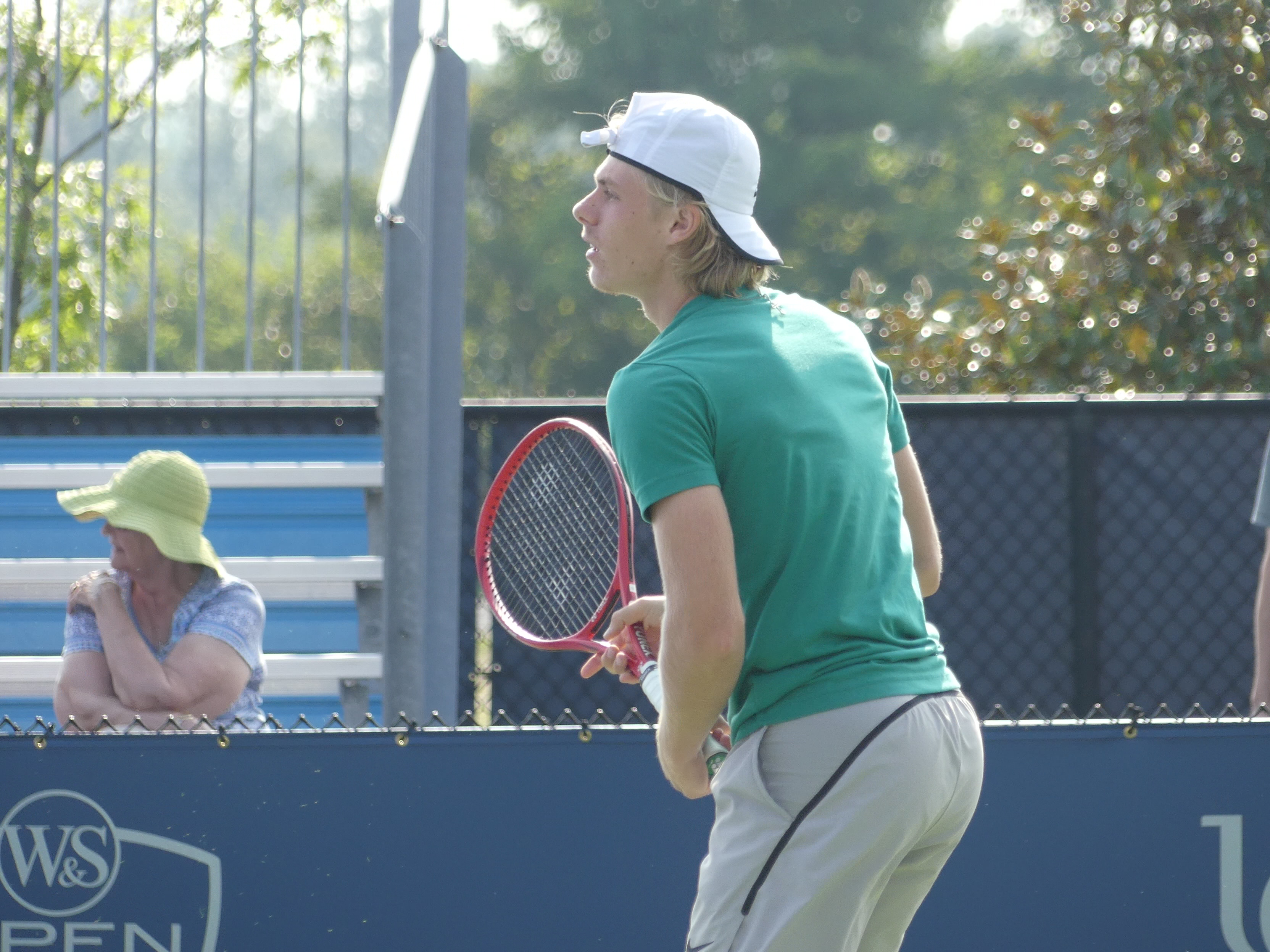
Участник мужского одиночного турнира Денис Шаповалов

Western & Southern Open 2018 — 117-й розыгрыш ежегодного профессионального теннисного турнира среди мужчин и 90-й среди женщин, проводящегося в американском городе Мейсон и являющегося частью тура ATP в рамках серии Мастерс и тура WTA в рамках серии Премьер 5.
В 2018 году турнир прошёл с 13 по 19 августа. Соревнование продолжало североамериканскую серию хардовых турниров, подготовительную к сентябрьскому Открытому чемпионату США.

## Общая информация
Мужской одиночный турнир собрал восемь представителей топ-10 мирового рейтинга. В последний момент от участия отказались лидер посева Рафаэль Надаль (№ 1 в мире) и Доминик Тим (№ 8 в мире). Прошлогодний чемпион Григор Димитров (№ 5 в мире) защищал титул под пятым номером посева, однако в третьем раунде проиграл десятому номеру посева Новаку Джоковичу (№ 10 в мире). Сербский теннисист по итогу смог выиграть титул. В финале Джокович обыграл второго сеянного и семикратного чемпиона турнира Роджера Федерера. Джокович впервые победил в Цинциннати и стал первым представителем Сербии, кто выиграл местный турнир в одиночном разряде. Эта победа позволила Джоковичу собрать «Золотой Мастерс», взяв в карьере титул на каждом из 9 турнирах сери Мастерс. В основной сетке турнира приняли участие три представителя России — до третьего раунда смог добраться Карен Хачанов.
В мужском парном разряде победу одержали четвёртые номера посева и прошлогодние финалисты Джейми Маррей и Бруно Соарес. В финале они обыграли седьмых номеров посева Хуана Себастьяна Кабаля и Роберта Фару. Прошлогодние чемпионы Николя Маю и Пьер-Юг Эрбер не защищали свой прошлогодний титул, однако Маю сыграл в паре с Эдуаром Роже-Вассленом (№ 8 посева) и они проиграли во втором раунде.
Женский одиночный турнир собрал всех представительниц топ-10. Возглавила посев первая ракетка мира на тот момент и прошлогодняя финалистка Симона Халеп. Румынская теннисистка и на этот раз смогла дойти до финала, где снова уступила. Её смогла обыграть и взять главный приз Кики Бертенс (№ 17 в мире). Она стала первым представителем Нидерландов, кому удалось победить в Цинциннати в любом разряде. Прошлогодняя чемпионка и лидер мирового тенниса на тот момент Гарбинье Мугуруса (№ 7 в мире) защищала титул под седьмым номером посева, однако проиграла свой стартовый матч на стадии второго раунда Лесе Цуренко.  В основной сетке турнира приняли участие четыре россиянки. Лучше всех из них смогла выступить Екатерина Макарова, которая дошла до третьего раунда.
Парный приз у женщин достался седьмым номерам посева Екатерине Макаровой и Луции Градецкой, которые в финале переиграли шестую сеянную пару Элизе Мертенс и Деми Схюрс. Для Градецкой победа на местом турнире стала второй в карьере (до этого она побеждала в 2012 году в партнёрстве с Андреей Главачковой). Прошлогодние чемпионки Мартина Хингис и Латиша Чан не защищали свой титул.

## Соревнования

### Мужчины. Одиночный турнир
Новак Джокович обыграл  Роджера Федерера со счётом 6-4, 6-4.
- Джокович выиграл 2-й одиночный титул в сезоне и 70-й за карьеру в основном туре ассоциации.
- Федерер сыграл 6-й одиночный финал в сезоне и 150-й за карьеру в основном туре ассоциации.

### Женщины. Одиночный турнир
Кики Бертенс обыграла  Симону Халеп со счётом 2-6, 7-6(6), 6-2.
- Бертенс выиграла 2-й одиночный титул в сезоне и 6-й за карьеру в туре ассоциации.
- Халеп сыграла 6-й одиночный финал в сезоне и 33-й за карьеру в туре ассоциации.

### Мужчины. Парный турнир
Джейми Маррей /  Бруно Соарес обыграли  Хуана Себастьяна Кабаля /  Роберта Фару со счётом 4-6, 6-3, [10-6].
- Маррей выиграл 3-й парный титул в сезоне и 22-й за карьеру в основном туре ассоциации.
- Соарес выиграл 3-й парный титул в сезоне и 29-й за карьеру в основном туре ассоциации.

### Женщины. Парный турнир
Луция Градецкая /  Екатерина Макарова обыграли  Элизе Мертенс /  Деми Схюрс со счётом 6-2, 7-5.
- Градецкая выиграла 1-й парный титул в сезоне и 22-й за карьеру в туре ассоциации.
- Макарова выиграла 2-й парный титул в сезоне и 14-й за карьеру в туре ассоциации.